# Nebkauhor
Nebkauhor (“gospodar duša je Horus“) bio je staroegipatski kraljević 6. dinastije, a možda je bio i krunski kraljević.
Njegov otac je bio faraon Teti, 1. vladar 6. dinastije. On je oženio kraljevnu Iput, kćer faraona Unasa, te je ona rodila Nebkauhora, Pepija i nekoliko kćeri.
Nebkauhor je možda trebao postati faraon jer je bio najstariji sin svojih roditelja, ali je umro prije oca te je pokopan u grobnici vezira Akhethetepa Hemija na groblju svog djeda Unasa.
„Lijepo ime“ princa Nebkauhora bilo je Idu.